# Laura Ulonati
Laura Ulonati, née en 1982, est une autrice française d'origine italienne.

## Biographie
Ses deux parents sont italiens immigrés en France. Son père est originaire du Piémont et sa mère d'Ombrie. Elle-même est née en 1982 en Italie et a immigré avec ses parents à l'âge de 2 ans.
Elle grandit à Nice dans un milieu issu de l'immigration italienne, qui est l'objet de son deuxième ouvrage publié. Elle est agrégée d'histoire-géographie et enseignante en Charente.

## Œuvres
Son premier ouvrage, intitulé Une histoire italienne, paraît en mai 2019, directement édité par Gallimard, avec le bandeau « Premier roman ». Roman historique se déroulant lors de la seconde guerre italo-éthiopienne, il raconte les déboires de l'antihéros Attalo Mancuso, jeune homme cynique pétri d'idéaux mussoliniens qui découvre l'enfer des guerres coloniales,. Le récit est inspiré de la vie du journaliste Indro Montanelli qui retourne sa veste et devient antifasciste après avoir assisté aux horreurs de la conquête coloniale,.
Son deuxième roman, Dans tout le bleu, paraît chez Actes Sud en mai 2021. Il explore les ressorts de l'héritage mémoriel pour les enfants et petits-enfants issus de l'immigration italienne des années 60,.
En 2023, son troisième roman, Double V raconte la vie de Vanessa Bell et Virginia Wolf, abordant des questions de rivalité féminines dans les milieux culturels,,,.

## Prix et distinctions
- Prix Henri de Régnier 2020 de l'Académie française pour son roman Une histoire italienne[12].